# カブトン
カブトンは福島県田村市のイメージキャラクター。

## プロフィール
- 名前：カブトン
- 生誕地：ビートル64星雲
- 誕生日：6月4日
- 好物：メロン
- 特技：じゃんけん

## 概要
田村市に合併する以前、カブトムシで有名な旧常葉町が1988年に「カブトムシ自然王国」としての独立を宣言したことを契機に誕生した。ご当地キャラとしての歴史は比較的古い。2001年には妻のカブリン、2004年には子供のカブっちが誕生した。
2015年に開催されたゆるキャラグランプリ2015では27,259票を獲得し参加1727体中総合167位、ご当地ゆるキャラ部門では119位となった。これは福島県内1位、東北地区9位となっている。